# Губернаторский сад (Таллин)
Губерна́торский сад, также сад Ку́бернери (эст. Kuberneri aed) и Ло́ссиаэд (эст. Lossiaed — Дворцовый сад) — небольшой парк в  историческом центре Таллина — Старом городе, Эстония. Расположен на Вышгороде, у южной стены здания Рийгикогу. Площадь 0,4 га.

## История
Название парка было утверждено исполкомом Таллинского городского Совета народных депутатов 16 мая 1989 года.
В своем первоначальном виде парк был, вероятно, задуман в 1773 году, когда бывший Вышгородский замок был перестроен в здание эстляндского губернского правительства. Отсюда произошло его название. В 1820-х годах, в связи с частичной ликвидацией укреплений, окружавших замок Тоомпеа, парк был спроектирован как сад в регулярном стиле, открытый для посещения. В XIX веке Губернаторский сад составлял единую зелёную зону вместе с садом перед замком, к настоящему времени не сохранившимся. 
В 1935–1936 годах Губернаторский сад превратили в палисадник, который окружает кованая ограда. Автором проекта был Алар Котли.
В саду растут розы и 26 таксонов древесных растений.
Каждый год, 24 февраля, в годовщину провозглашения Эстонской республики в Губернаторском саду проводится торжественная церемония поднятия флага Эстонии.
В январе 2016 года Общество охраны исторического наследия изъявило желание установить в Губернаторском саду памятник Константину Пятсу. Этот вопрос обсуждался на заседании Рийгикогу, который поручил Канцелярии Рийгикогу инициировать широкое обсуждение вопроса о поиске подходящего памятника. Памятник Константину Пятсу был открыт 21 октября 2022 года в парке Таммсааре.
В 2017 году Канцелярия Рийгикогу организовала конкурс идей по возведению памятника в Губернаторском саду, основное условие которого состояло в том, что памятник должен быть посвящен государству. Памятник должен был быть презентабельным, современным, подходящим для места, входящего в комплекс замка Тоомпеа, «говорить» на языке жителей Эстонии и быть понятным для иностранцев. Конкурс идей планировалось провести в течение 2017 года. Канцелярия Рийгикогу также запланировала в ближайшие годы отремонтировать весь Губернаторский сад, и в подготовленном для этой цели проекте было предусмотрено место для возможного памятника.
Конкурсное жюри из 14 работ выбрало лучшие проекты, но рекомендовало Канцелярии Рийгикогу не возводить памятник, поскольку авторы работ не продемонстрировали новаторские идеи и хорошее понимание исторической среды места. По случаю 100-летия Эстонской Республики, в феврале 2018 года Губернаторский был украшен временным элементом дизайна.
Летом 2018 года Губернаторский сад был основательно реновирован. Было обновлено озеленение, дорожки, освещение и сеть отвода природных осадков, приведена в порядок ограда, установлены скамейки и мусорные ящики, создана стоянка для велосипедов. Стоимость работ составила почти 64 000 евро.
12 декабря 2018 года в 9:09 в Губернаторском саду состоялась праздничная церемония, посвящённая 100-летию со дня первого поднятия флага на башне «Длинный Герман».

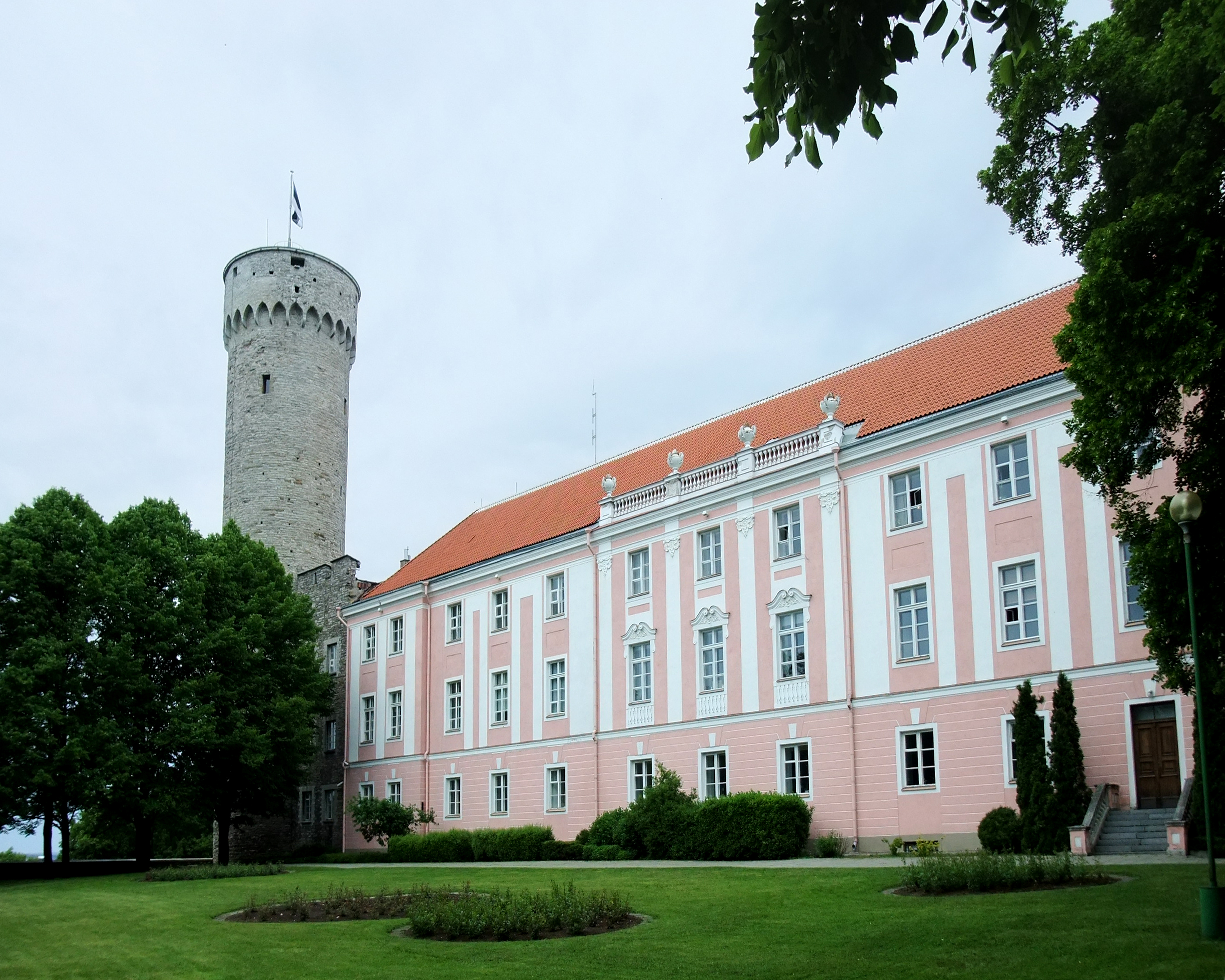
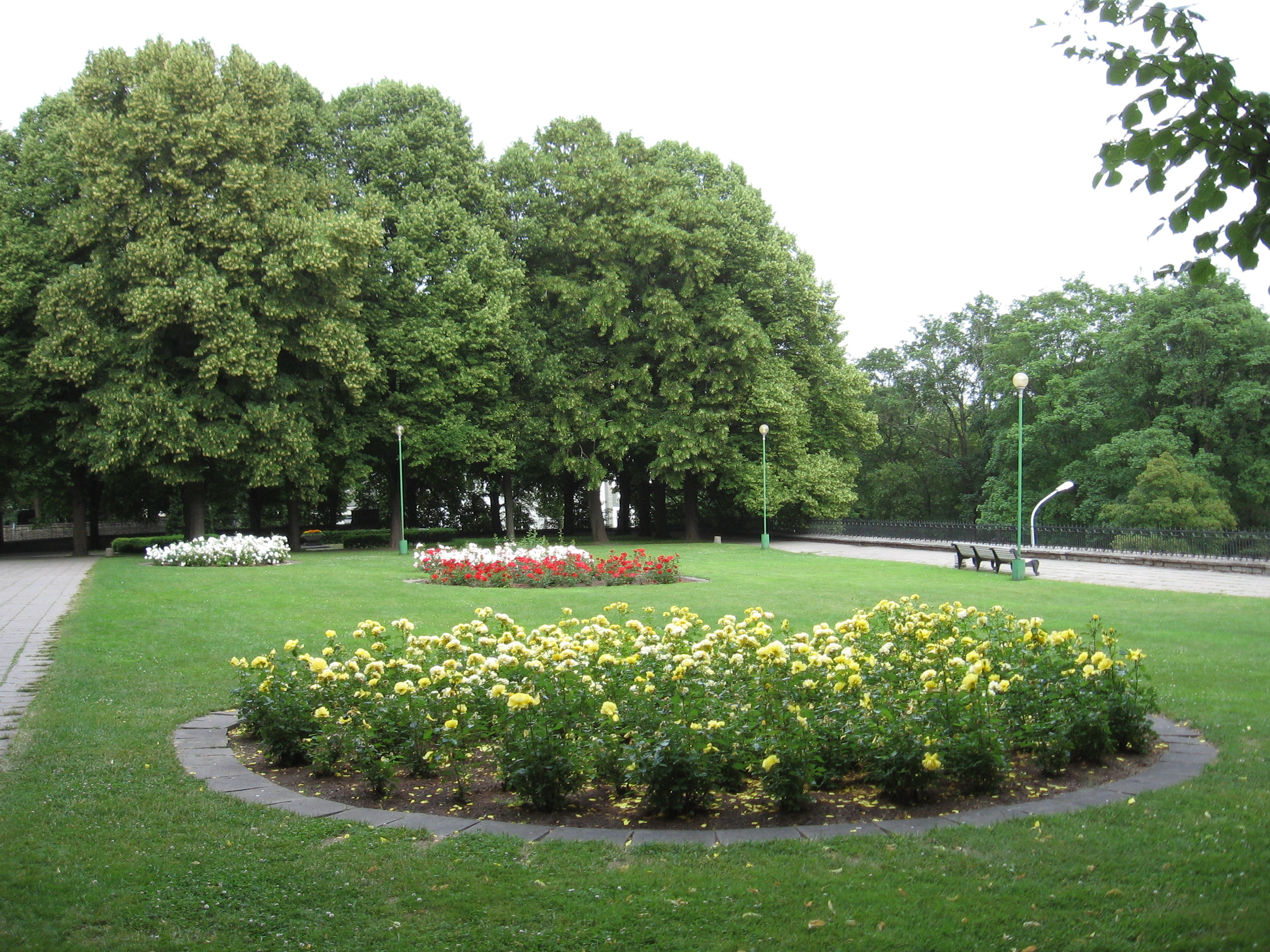
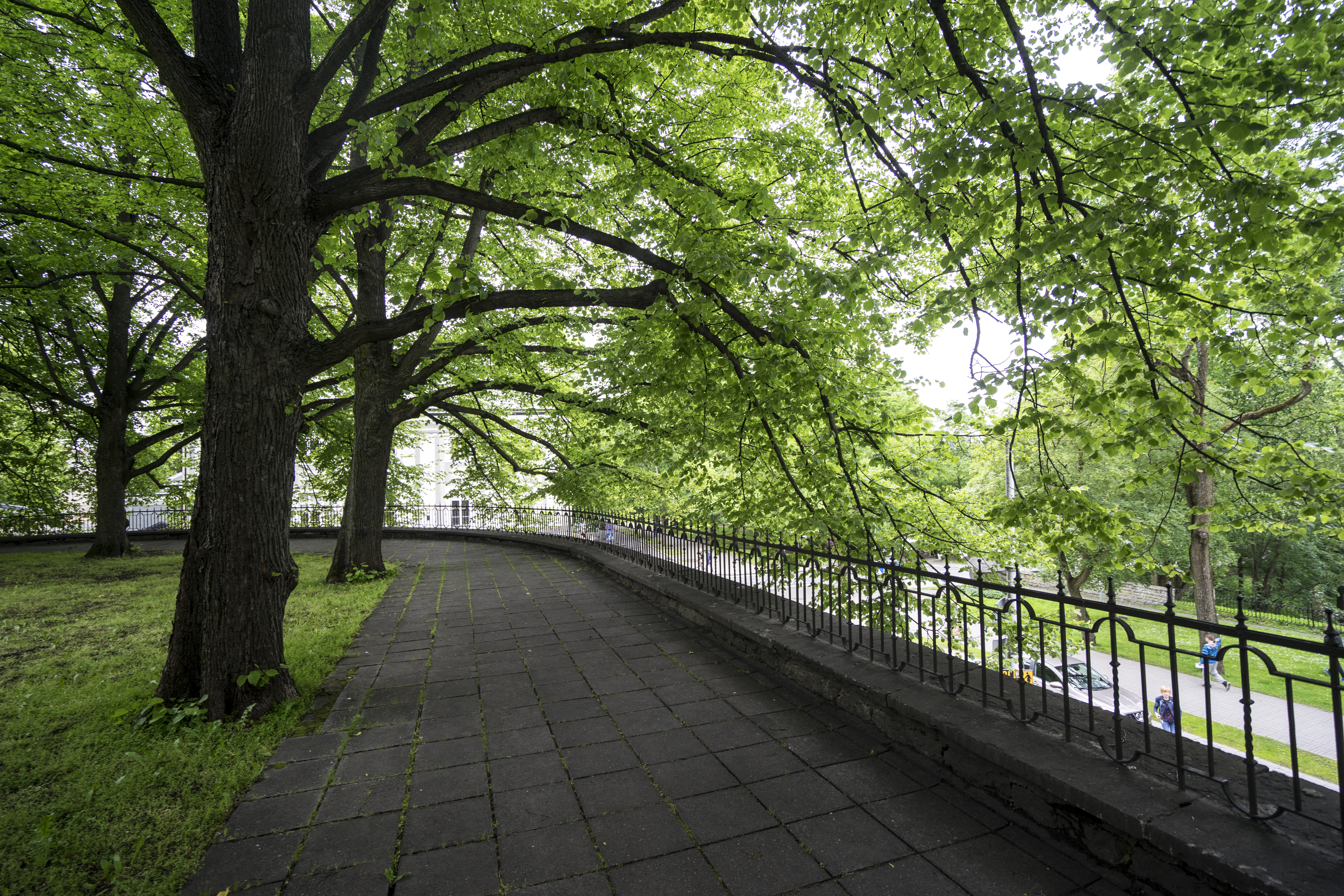
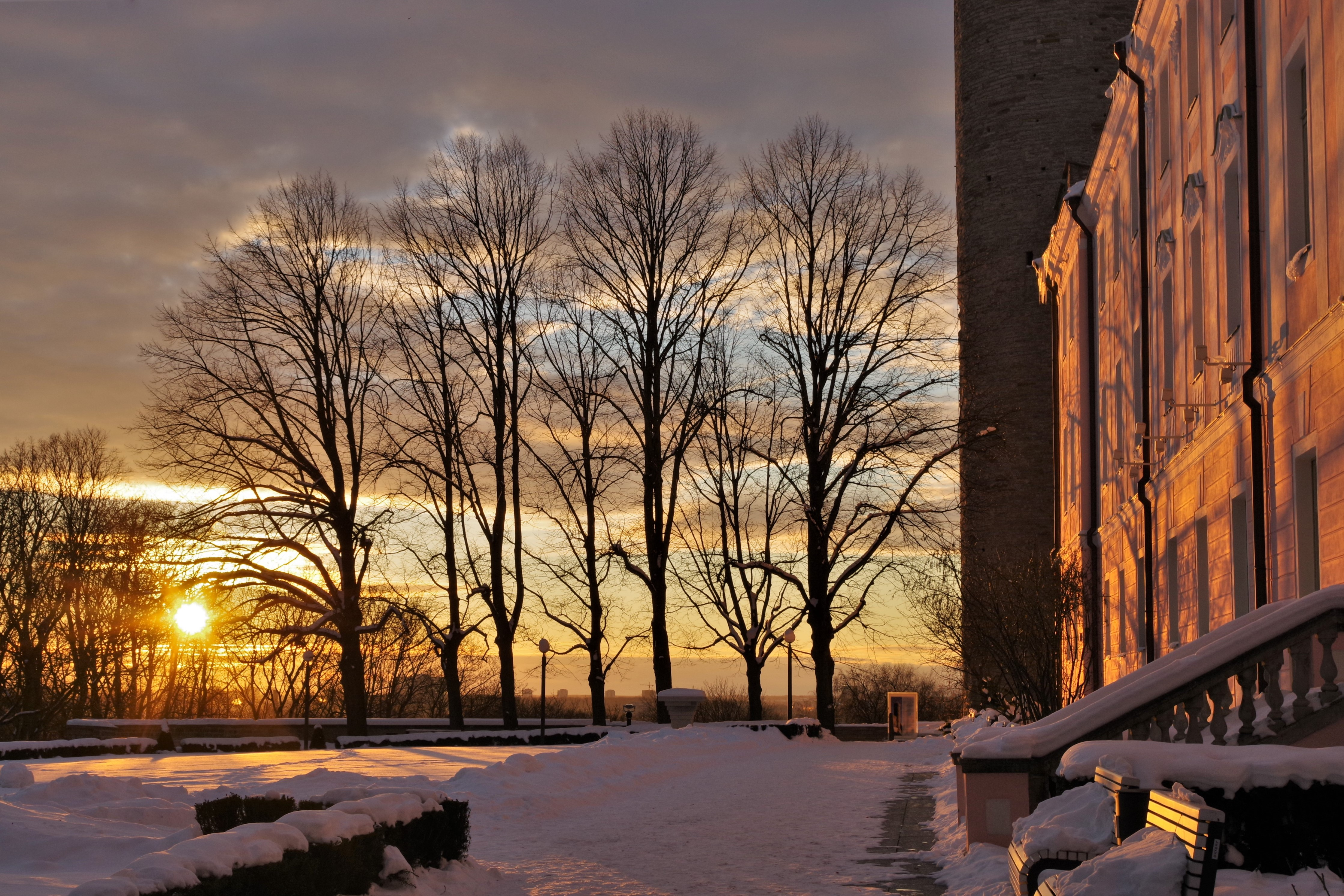